# Giro di Romandia 1989
Il Giro di Romandia 1989, quarantatreesima edizione della corsa, si svolse dal 9 al 14 maggio su un percorso di 859 km ripartiti in 6 tappe e un cronoprologo, con partenza a Plan-les-Ouates e arrivo a Ginevra. Fu vinto dall'australiano Phil Anderson della TVM-Van Schilt davanti al francese Gilles Delion e al britannico Robert Millar.

## Tappe
| Tappa  | Data      | Percorso                                                | km    | Vincitore di tappa | Leader cl. generale |
| ------ | --------- | ------------------------------------------------------- | ----- | ------------------ | ------------------- |
| Prol.  | 9 maggio  | Plan-les-Ouates > Plan-les-Ouates (cron. individuale)   | 6,6   | Erik Breukink      | Erik Breukink       |
| 1ª     | 10 maggio | Plan-les-Ouates > Saignelégier                          | 198,4 | Phil Anderson      | Phil Anderson       |
| 2ª     | 11 maggio | Saignelégier > Friburgo                                 | 157,1 | Jens Veggerby      | Phil Anderson       |
| 3ª     | 12 maggio | Friburgo > Bains de Saillon                             | 123,1 | Urs Freuler        | Phil Anderson       |
| 4ª     | 12 maggio | Bains de Saillon > Bains de Saillon (cron. individuale) | 16,8  | Erik Breukink      | Phil Anderson       |
| 5ª     | 13 maggio | Bains de Saillon > Les Diablerets                       | 168,2 | Robert Millar      | Phil Anderson       |
| 6ª     | 14 maggio | Les Diablerets > Ginevra                                | 189,2 | Urs Freuler        | Phil Anderson       |
| Totale | Totale    | Totale                                                  | 859   |                    |                     |

## Dettagli delle tappe

### Prologo
- 9 maggio: Plan-les-Ouates > Plan-les-Ouates (cron. individuale) – 6,6 km

| Pos. | Corridore     | Squadra     | Tempo |
| ---- | ------------- | ----------- | ----- |
| 1    | Erik Breukink | Panasonic   | 8'41" |
| 2    | Frans Maassen | Superconfex | a 6"  |
| 3    | Jens Veggerby | 7-Eleven    | s.t.  |

| Pos. | Corridore     | Squadra   | Tempo |
| ---- | ------------- | --------- | ----- |
| 1    | Erik Breukink | Panasonic | 8'41" |

### 1ª tappa
- 10 maggio: Plan-les-Ouates > Saignelégier – 198,4 km

| Pos. | Corridore     | Squadra   | Tempo    |
| ---- | ------------- | --------- | -------- |
| 1    | Phil Anderson | TVM       | 4h59'45" |
| 2    | Jerome Simon  | Z-Peugeot | s.t.     |
| 3    | Gilles Delion | Helvetia  | s.t.     |

| Pos. | Corridore     | Squadra | Tempo |
| ---- | ------------- | ------- | ----- |
| 1    | Phil Anderson | TVM     |       |

### 2ª tappa
- 11 maggio: Saignelégier > Friburgo – 157,1 km

| Pos. | Corridore      | Squadra    | Tempo    |
| ---- | -------------- | ---------- | -------- |
| 1    | Jens Veggerby  | 7-Eleven   | 3h45'25" |
| 2    | Urs Freuler    | Panasonic  | s.t.     |
| 3    | Jörg Bruggmann | Frank-Toyo | s.t.     |

| Pos. | Corridore     | Squadra | Tempo |
| ---- | ------------- | ------- | ----- |
| 1    | Phil Anderson | TVM     |       |

### 3ª tappa
- 12 maggio: Friburgo > Bains de Saillon – 123,1 km

| Pos. | Corridore      | Squadra   | Tempo    |
| ---- | -------------- | --------- | -------- |
| 1    | Urs Freuler    | Panasonic | 2h58'00" |
| 2    | Stephan Joho   | Ariostea  | s.t.     |
| 3    | Davide Cassani | Gewiss    | s.t.     |

| Pos. | Corridore     | Squadra | Tempo |
| ---- | ------------- | ------- | ----- |
| 1    | Phil Anderson | TVM     |       |

### 4ª tappa
- 12 maggio: Bains de Saillon > Bains de Saillon (cron. individuale) – 16,8 km

| Pos. | Corridore     | Squadra      | Tempo  |
| ---- | ------------- | ------------ | ------ |
| 1    | Erik Breukink | Panasonic    | 23'53" |
| 2    | Jesper Skibby | TVM          | a 9"   |
| 3    | Tony Rominger | Chateau d'Ax | s.t.   |

| Pos. | Corridore     | Squadra | Tempo |
| ---- | ------------- | ------- | ----- |
| 1    | Phil Anderson | TVM     |       |

### 5ª tappa
- 13 maggio: Bains de Saillon > Les Diablerets – 168,2 km

| Pos. | Corridore      | Squadra   | Tempo    |
| ---- | -------------- | --------- | -------- |
| 1    | Robert Millar  | Z-Peugeot | 4h44'29" |
| 2    | Urs Zimmermann | Carrera   | a 33"    |
| 3    | Laurent Fignon | Super U   | a 45"    |

| Pos. | Corridore     | Squadra | Tempo |
| ---- | ------------- | ------- | ----- |
| 1    | Phil Anderson | TVM     |       |

### 6ª tappa
- 14 maggio: Les Diablerets > Ginevra – 189,2 km

| Pos. | Corridore       | Squadra   | Tempo    |
| ---- | --------------- | --------- | -------- |
| 1    | Urs Freuler     | Panasonic | 4h34'56" |
| 2    | Gilles Delion   | Helvetia  | s.t.     |
| 3    | Vincent Barteau | Super U   | s.t.     |

| Pos. | Corridore     | Squadra   | Tempo     |
| ---- | ------------- | --------- | --------- |
| 1    | Phil Anderson | TVM       | 21h37'06" |
| 2    | Gilles Delion | Helvetia  | a 1'04"   |
| 3    | Robert Millar | Z-Peugeot | a 1'06"   |

## Classifiche finali

### Classifica generale
| Pos. | Corridore      | Squadra              | Tempo     |
| ---- | -------------- | -------------------- | --------- |
| 1    | Phil Anderson  | TVM-Van Schilt       | 21h37'06" |
| 2    | Gilles Delion  | Helvetia-La Suisse   | a 1'04"   |
| 3    | Robert Millar  | Z-Peugeot            | a 1'06"   |
| 4    | Laurent Fignon | Super U-Raleigh-Fiat | a 1'20"   |
| 5    | Urs Zimmermann | Carrera-Vagabond     | a 1'41"   |
| 6    | Tony Rominger  | Chateau d'Ax         | a 1'50"   |
| 7    | Gianni Bugno   | Chateau d'Ax         | a 2'27"   |
| 8    | Michael Wilson | Helvetia-La Suisse   | a 2'39"   |
| 9    | Erik Breukink  | Panasonic-Isostar    | a 2'49"   |
| 10   | Denis Roux     | Toshiba              | s.t.      |